# L'Étrange Cas du docteur Kildare
Série Dr Kildare
Pour plus de détails, voir Fiche technique et Distribution.
L'Étrange Cas du docteur Kildare (Dr. Kildare's Strange Case) est un film américain en noir et blanc réalisé par Harold S. Bucquet, sorti en 1940.

## Fiche technique
- Titre original : Dr. Kildare's Strange Case
- Réalisation : Harold S. Bucquet
- Scénario : Harry Ruskin, Willis Goldbeck, d’après l'histoire de Max Brand
- Direction artistique : Cedric Gibbons
- Photographie : John Seitz
- Montage : Gene Ruggiero
- Musique : David Snell
- Décors : Edwin B. Willis
- Société de production : Loew's Incorporated
- Pays d'origine :  États-Unis
- Langue d'origine : anglais
- Format : noir et blanc - 35 mm - 1,37:1 - son mono (Western Electric Sound System)
- Genre : Drame hospitalier
- Durée : 77 minutes
- Dates de sortie :
  - États-Unis : 12 avril 1940
  - France : 24 juillet 1942

## Distribution
- Lew Ayres : Dr James Kildare
- Lionel Barrymore : Dr Leonard Gillespie
- Laraine Day : l'infirmière Mary Lamont
- Shepperd Strudwick : Dr. Gregory Lane
- Samuel S. Hinds : Dr Stephen Kildare
- Emma Dunn : Mme Martha Kildare
- Nat Pendleton : Joe Wayman, l'ambulancier
- Walter Kingsford : Dr S.J. Carew, admnistrateur de l'hôpital
- Alma Kruger : l'infirmière en chef Molly Byrd
- John Eldredge : Henry Adams, le patient amnésique
- Nell Craig : l'infirmière « Nosey » Parker
- Marie Blake : Sally, la standardiste
- Charles Waldron : Dr. 'Egghead' Squires
- George Lessey : Rufus Ingersoll
- Tom Collins : Dr. Joiner
- George Reed : Conover
- Paul Porcasi : Antonio 'Tony', chef de l'hôpital
- Horace MacMahon : J. Harold 'Fog Horn' Murphy
- Frank Orth : Mike Ryan
- Margaret Seddon : Mrs. Julia Cray, la patiente allergique
- Fay Helm : Mrs. Henry Adams
- William Bailey : un spectateur à l'opéra (non crédité)
- Stephen Chase	: ambulancier (non crédité)
- Donald Douglas : Mr. Grayson, patient perdant la vue (non crédité)

### Films MGMDocteur Kildare
- 1938 : Le Jeune docteur Kildare (Young Dr. Kildare) de Harold S. Bucquet
- 1939 : On demande le docteur Kildare (Calling Dr. Kildare)
- 1939 : Le Secret du docteur Kildare (The Secret of Dr. Kildare)
- 1940 : L'Étrange Cas du docteur Kildare (Dr. Kildare's Strange Case)
- 1940 : Docteur Kildare, médecin de campagne (Dr. Kildare Goes Home)
- 1940 : Dr. Kildare's Crisis (inédit en France)
- 1941 : The People vs. Dr. Kildare (inédit en France)
- 1941 : Dr. Kildare's Wedding Day (inédit en France)
- 1942 : Dr. Kildare's Victory (inédit en France)